# Slavjani
Slavjani (bulgariska: Славяни) är ett distrikt i Bulgarien.   Det ligger i kommunen Obsjtina Lovetj och regionen Lovetj, i den centrala delen av landet, 120 km nordost om huvudstaden Sofia.
Trakten runt Slavjani består till största delen av jordbruksmark. Runt Slavjani är det ganska tätbefolkat, med 60 invånare per kvadratkilometer.